# 斯特拉霍夫体育场

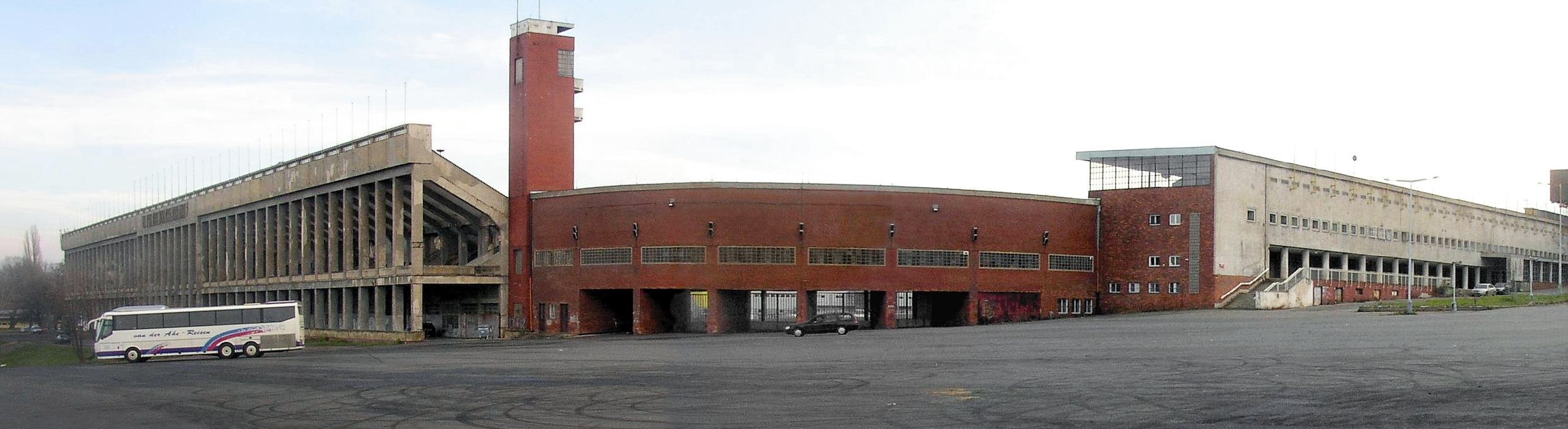
外部，从西北部观看

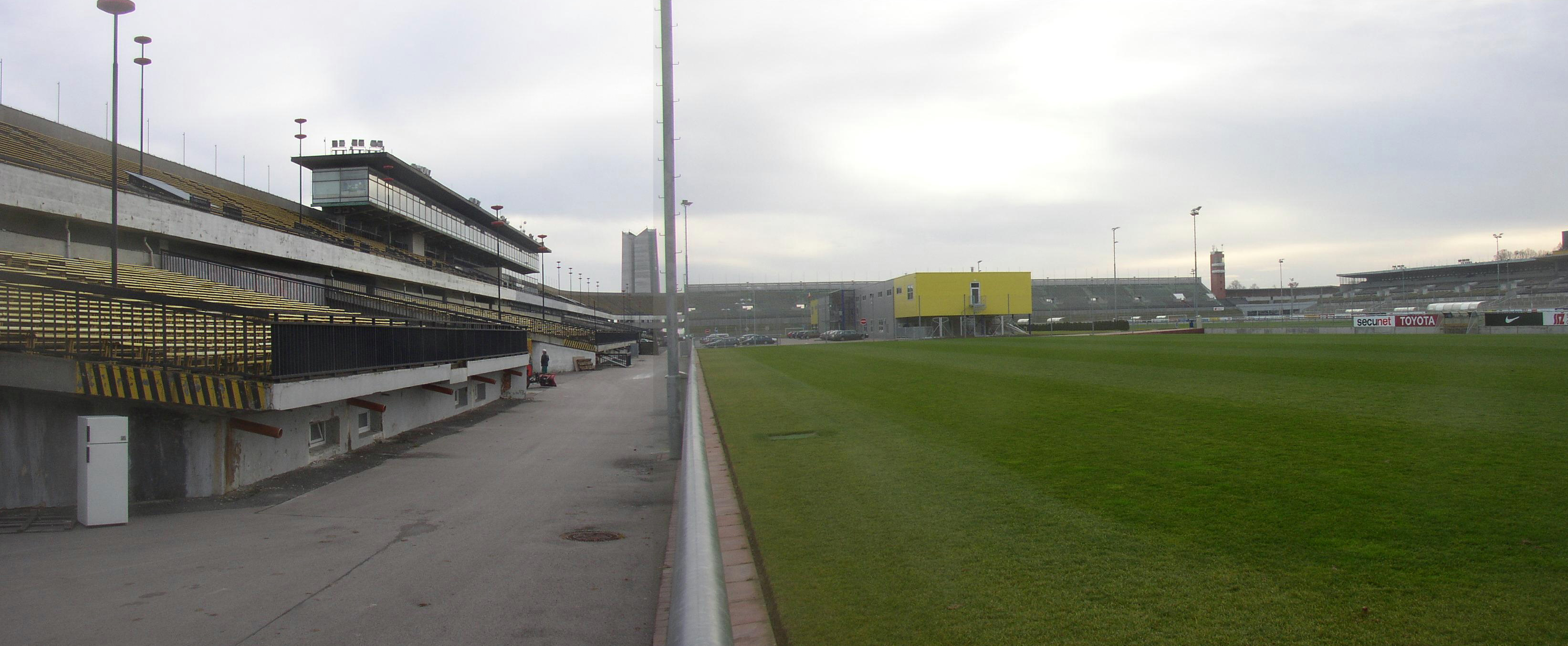
内部，从东北部观看，2006年

斯特拉霍夫体育场 (捷克語：Velký strahovský stadion) 是位于捷克首都布拉格斯特拉霍夫地区的一个大型露天体育场。為了大規模同步體操表演而建造，場地的長度是標準足球場的三倍，寬度也是標準足球場的三倍，它落成時能容纳25万名观众（56,000個座位），是歷史上可容納人數最多的体育场，也是世界上占地面积第二大的体育竞赛场地，仅次于美国的印第安納波利斯賽車場。
现在它已不再举办体育赛事，只作为布拉格斯巴達足球俱樂部的训练用地，以及一些流行歌手演唱会的举办地。
在過去十年中，有幾項研究探討体育场獨特結構的再利用和保護，計劃將極其龐大的體育場改建為一個商業區，內有酒店、餐廳和商店。另一個提議是將該地區轉變為「21世紀的休閒聖地」。如果布拉格贏得未來奧運會申請，還有計劃將該地區重建為奧運村。然而2016年的申請未能成功。

## 概况
1926年动工，1934年开放。1948年与1975年进行了扩建。最初用于大规模健美操的表演，在共产主义统治时代也是大型歌舞表演场地。1960年代中期曾在这里举办过赛车活动。1990年以来被专门用作音乐会举办地。
体育场坐落于可以俯瞰旧城区的佩特任山上，可通过佩特任缆车到达。

## 音樂會
自1990年以來，體育場多次用於搖滾音樂會。 
- 滾石樂隊 – 1990年8月18日及1995年8月5日（分別有100,000及127,000名觀眾）
- 槍與玫瑰 – 1992年5月20日（有60,000名觀眾），與声音花园乐队和Faith No More同台演出
- 邦喬飛 – 1993年9月4日（有30,000名觀眾），與比利·爱多尔和Little Angels同台演出
- 空中铁匠 – 1994年5月27日（有50,000名觀眾），與極限樂隊同台演出
- 平克·弗洛伊德 – 1994年9月7日（官方觀眾人數110,000，但最終估計還有另外10,000人潛入或擠進場地）
- 布拉特里·內德維德 – 1996年6月21日（有60,000名觀眾）
- U2樂團 – 1997年8月14日（約有62,000名觀眾）
- AC/DC – 2001年6月12日（有25,000名觀眾），與德国战车同台演出
- 奧茲音樂節 – 2002年5月30日（有30,000名觀眾），與奥齐·奥斯本、工具樂隊和Slayer同台演出